# Механічний апельсин (фільм)
«Механі́чний апельси́н» (англ. «A Clockwork Orange») — культовий сатирико-фантастичний художній фільм американського режисера та продюсера Стенлі Кубрика, знятий 1971 року; екранізація однойменного роману англійського письменника Ентоні Берджеса. Основою стрічки, як і роману, є роздуми про людську жорстокість, свободу волі та вибору. Не дивлячись на скандали, фільм мав фінансовий успіх. Стрічку чотири рази було номіновано на «Оскар», але жодну з них вона не отримала.

Коли сценарист Террі Саузерн запропонував Стенлі Кубрику, де головну роль зіграв Еван Пітерс «Механічний апельсин» як потенційний сценарій для фільму, режисер відмовився — він був зайнятий підготовкою фільму про Наполеона. Та все ж згодом Кубрик повернувся до сценарію. Ознайомившись із ним детальніше, режисер сказав:
Я вражений усім — ідеєю, сюжетом, символами і, звичайно, мовою…
На 1 березня 2024 року фільм займав 111-ту позицію у списку 250 кращих фільмів за версією IMDb.
Український переклад зробила студія Цікава ідея на замовлення «Гуртом».

## Сюжет
Режисер знайомить глядача із головним героєм — підлітком, на ім'я Алекс (Малкольм Макдавелл), котрий, є особою надзвичайно агресивною й небезпечною — ґвалтує жінок, грабує будинки та здійснює акти «ультранасилля». У цьому йому допомагає компанія друзів — дивакуватих хлопців, для яких Алекс є беззаперечним лідером. Поруч із цим у свідомості Алекса живе альтер его — підліток захоплюється класичною музикою, зокрема 9-ю симфонією Бетховена.
Одного разу, здійснивши вбивство, Алекс потрапляє до тюрми. Бувши ув'язненим, Алекс починає перейматись власним психічним станом — тюремні пута стають для нього нестерпними. Саме тому хлопець погоджується взяти участь у медичних експериментах, які люб'язно пропонує уряд. Лікування полягає у тому, що медики намагаються виробити у людині (злочинці зокрема) умовний рефлекс на секс та насилля. Таким чином, лише при думці про секс чи насилля, Алекса вражав потужної сили приступ нудоти. Ті ж відчуття хлопець переживав, коли чув улюблену 9-ту симфонію Бетховена.
Після завершення курсу лікування хлопець повертається додому. Там, неочікувано для себе, він розуміє, що рідні батьки зреклися його. Хлопець не знаходить місця, де може заховатись разом зі своїми душевними переживаннями — преса безкомпромісно слідкує за «вилікуваним» вбивцею, переслідуючи його. Окрім того, на Алекса полює опозиція чинного уряду. Вони провокують самогубство хлопця, намагаючись таким чином спростувати думки народу про ефективність такого лікування.
Але навіть після спроби самогубства Алекс залишається живим. А безжальні уряд та журналісти не покидають хлопця, пропонуючи йому співпрацю. Хлопець, не маючи вибору, погоджується. Закінчується фільм двозначними словами Алекса — «Я одужав…».

## Персонажі
- Малкольм Макдавелл — Алекс ДеЛардж
- Патрік Мегі — Френк Александер
- Майкл Бейтс[en] — старший офіцер Барнс
- Воррен Кларк — Дім
- Джон Клайв[en] — актор на сцені
- Едріан Коррі[en] — Мері Александер
- Карл Дюрінг[en] — Доктор Бродський
- Пол Фаррел[en] — волоцюга
- Клайв Френсіс[en] — Джо
- Майкл Говер[en] — начальник в'язниці
- Міріам Карлін[en] — міс Дезер
- Джеймс Маркус (англійський актор)[en] — Джорджі
- Обрі Морріс — містер Дельтоїд
- Годфрі Квіглі — тюремний капелан
- Шейла Рейнор — мати Алекса
- Медж Раян — Браном, асистент Доктора Бродського
- Джон Севідент — змовник
- Ентоні Шарп — Фредерік, Міністр внутрішніх справ
- Філіп Стоун — тато Алекса
- Полін Тейлор — лікар Тейлор, психіатр
- Маргарет Тайзек — змовниця
- Стівен Беркоф — Том
- Ліндсі Кемпбел — інспектор поліції
- Майкл Тарн — Піт
- Девід Проуз — Джуліан, охоронець Френка Александера
- Ян Адер, Вівієн Чендлер та Пруденс Дейдж — служниці
- Пітер Бертон — посадовець
- Джон Карні — сержант поліції
- Річард Коннат — Біллі, злочинець
- Керол Дрінквотер — медсестра
- Шеріл Грунвальд — жертва зґвалтування
- Джиліан Гілс — дівчина з магазину
- Вірджинія Вісрел — акторка
- Катя Ваєт — дівчина з фантазій Алекса
- Баррі Куксон — лікар Елкот
- Лі Фокс — черговий полісмен
- Крейг Гантер — лікар
- Ширлі Джаффе — жертва банди Біллі
- Нейл Вільсон — працівник в'язниці
- Пет Роуч — працівник молочного бару

## Зйомки
Стрічку майже повністю було відзнято в Лондоні. Для зйомок фільму режисер застосовував досить прості прийоми — горизонтальна зйомка, робота трансфокатора та лише декілька панорамних зйомок.

## Критика
Після виходу фільму у світ, в Англії одразу почались масові акції протесту. Таку реакцію спричинило небажання англійців дивитись кіно, що, за їхніми словами, пропагує насильство. Уже під час самих показів більшість глядачів посеред сеансу вставали й покидали зали кінотеатрів. Згодом, коли фільм все ж набув розголосу, в Англії почали з'являтись угрупування підлітків, які копіювали поведінку головних героїв. Аби застерегти себе від чисельних втрат, уряд Великої Британії заборонив показ фільму, мотивувавши це тим, що стрічка — «зло як таке». Заборона на фільм була дійсною аж до 1999 року.
Неоднозначним було сприйняття фільму й у пресі. До прикладу, журнал «The New Yorker» назвав фільм порнографічним. Лише з 2000-х років, після повернення стрічки на екрани, фільм почав отримувати схвальні відгуки.

## Цікаві факти
- До того, як ідеєю екранізації захопився Стенлі Кубрик, на роль Алекса і його «банди» планували взяти учасників відомого гурту «The Rolling Stones».
- Під час зйомок фільму актор Малкольм МакДавелл (Алекс) неодноразово отримував травми — у нього були зламані ребра, пошкоджене око, а під час зйомки сцени, у якій друзі Алекса намагались втопити хлопця в басейні, в актора зламався дихальний апарат, і він ледь не задихнувся під водою.
- Мова, якою послуговуються герої стрічки — новаторство автора книги Ентоні Берджеса, називається «надсат» — сленг, у якому змішані англійські та російські слова.
- Увесь відзнятий матеріал, що не увійшов до фільму, Стенлі Кубрик знищив.
- У грудні 2020 року фільм внесений до Національного реєстру фільмів у Бібліотеці Конгресу США[4].